# آلتابله
آلتابله (به اسپانیایی: Altable) یک شهرستان در اسپانیا است.